# Larves (mitologia)
|  | Per a l'estadi de desenvolupament vegeu larva. |

Segons la mitologia romana, les Larves eren esperits malèfics que, segons els romans, corresponien a les ànimes dels difunts que no havien rebut sepultura o que en vida havien estat malvats.

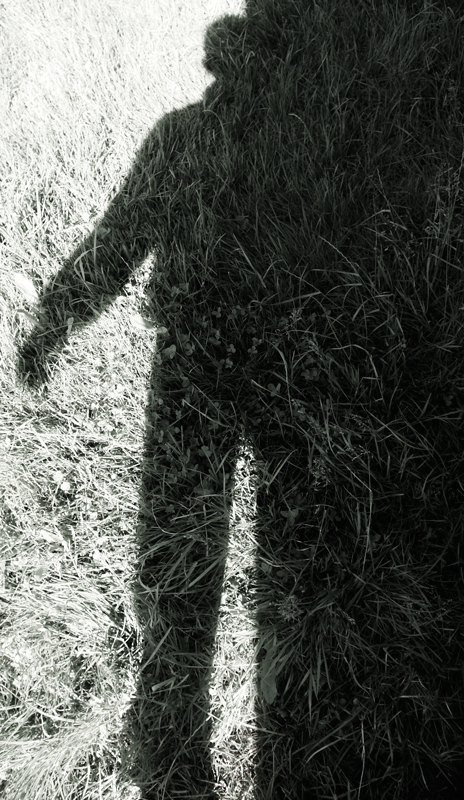
Les larves, a mig camí entre el món dels vius i el dels morts

Larva en llatí significa "emmascarar" i això està en relació que aquests esperits s'apareixien amagant la seva autèntica forma.
S'apareixien als vius sota formes temibles i espantoses, i per això calia allunyar-los per mitjà de certs ritus de purificació.
Les larves podien haver-se originat a partir de difunts que no havien tingut un enterrament apropiat, per això de vegades se'ls ha confós amb els lemures, que eren els esperits de la mort.
En la societat romana una persona havia de ser enterrada de forma adequada i respectuosa, seguint els ritus funeraris que marcava la seva religió i després de l'enterrament havien de continuar sent atesos pels vius, els familiars del difunt; si algun d'aquests elements fallava l'esperit del difunt vagava entre els viu buscant venjança i adquiria una vessant negativa.
La confusió entre larves i lèmurs ve des d'antic. De fet, segons Agustí d'Hipona larves i lèmurs pertanyien a una mateixa categoria, la d'esperits malignes, i els antics romans feien servir el mateix ritual per a purificar-se dels uns i dels altres.
Segons el Diccionari de la mitologia grega i romana, les larves són ànimes de les persones que han comès delictes greus, o persones que no estan enterrats correctament. Les larves adopten la forma de bruixes o d'esquelets i són vistes per gent que té propensió a la por, malalties neurològiques i epilèpsia.

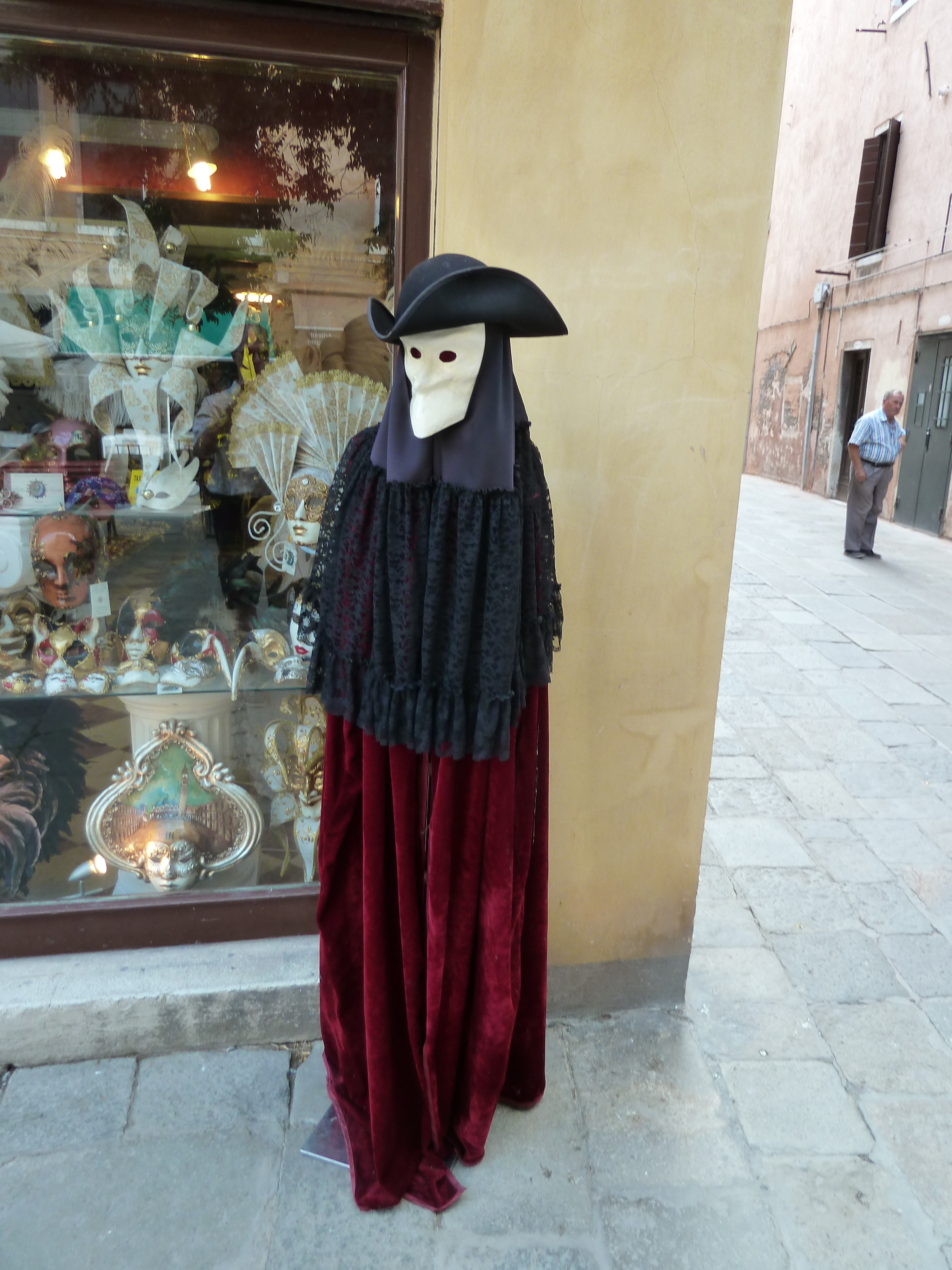
La màscara blanca, relacionada amb les larves

A Venècia, es fan servir per al carnaval un tipus de màscares blanques que es diuen larva o també volto, en relació al significat original de la paraula, màscara.